# Avrillé (Vendée)
Avrillé is een gemeente in het Franse departement Vendée (regio Pays de la Loire) en telt 1059 inwoners (2005). De plaats maakt deel uit van het arrondissement Les Sables-d'Olonne.
In 1794 werd er een slachting onder de katholieke bevolking aangericht door troepen uit Parijs die de Franse Revolutie wilden opleggen.

## Geografie
De oppervlakte van Avrillé bedraagt 25,1 km², de bevolkingsdichtheid is 42,2 inwoners per km².
De onderstaande kaart toont de ligging van Avrillé (Vendée) met de belangrijkste infrastructuur en aangrenzende gemeenten.

## Demografie
Onderstaande figuur toont het verloop van het inwonertal (bron: INSEE-tellingen).